# Sy Montgomery

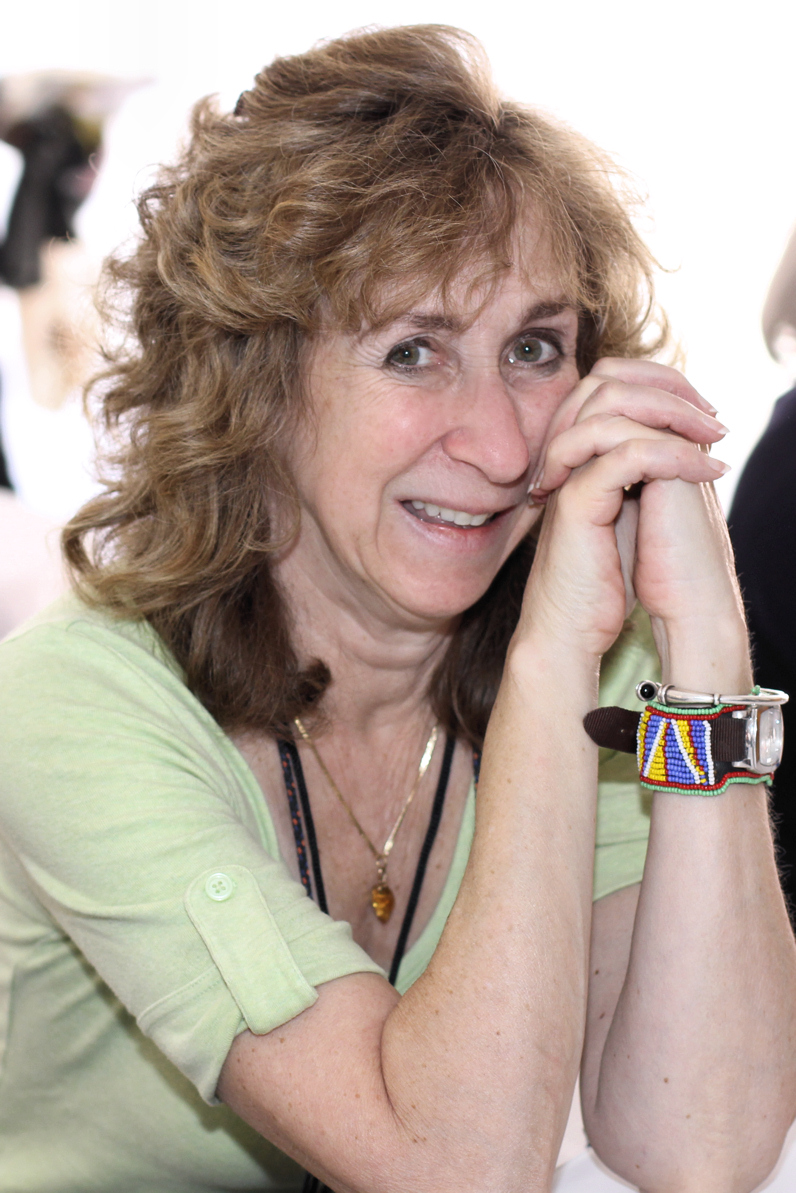
Sy Montgomery, 2018

Sy Montgomery (* 7. Februar 1958 in Frankfurt am Main) ist eine US-amerikanische Naturforscherin, Autorin und Drehbuchautorin, die sowohl für Kinder als auch für Erwachsene schreibt.
Montgomery hat mehr als 30 Bücher geschrieben, darunter Rendezvous mit einem Oktopus (englisch: The Soul of an Octopus: A Surprising Exploration into the Wonder of Consciousness), das 2015 unter den Finalisten für den National Book Award for Nonfiction war. Das Buch war auf den Bestseller-Listen der New York Times und des Spiegels. 2018 wurde die deutsche Übersetzung von Bild der Wissenschaft als Wissensbuch des Jahres ausgezeichnet.

## Leben
Sy Montgomery wurde in Frankfurt am Main geboren. Ihr Vater war als Soldat in Deutschland stationiert. Sie wuchs als Einzelkind auf. Schon sehr früh entwickelte sie eine innige Beziehung zu aller Art von Tieren. Montgomery schloss 1979 an der Syracuse University ihr Studium in den Fächern  Journalismus, Französische Sprache und Literatur und in Psychologie ab. Ihr wurden zwei Ehrendoktor-Titel (honorary Doctorate of Humane Letters) verliehen: 2004 vom Keene State College und 2011 von der Franklin Pierce University und Southern New Hampshire University.
Sie lebt in Hancock, New Hampshire zusammen mit ihrem Mann, dem Autor Howard Mansfield.

## Rezeption
In dem 2020 erschienenen Thriller von Dirk Roßmann, Der neunte Arm des Oktopus, spielt ein Buch von Montgomery eine Schlüsselrolle. Im Roman entscheidet sich Wladimir Putin, nachdem ihm sein Freund Gerhard Schröder das Buch Rendezvous mit einem Oktopus geschenkt hat, einen Besuch bei Montgomery und einem Oktopus namens Ruddy im New England Aquarium in Boston abzuhalten, wo sie sich über die Auswirkungen des Klimawandels auf die Ozeane und die Tierwelt unterhalten.

## Ehrungen
- 2016 New England Independent Booksellers Association New England Book Award for Nonfiction.
- 2015 Shortlist National Book Award for Nonfiction für The Soul of an Octopus[6]
- New England Independent Booksellers Association, Nonfiction award (Auszeichnung für das Lebenswerk)
- ASPCA Henry Bergh Award for Nonfiction (Auszeichnung für das Lebenswerk)
- 2013 American Association for the Advancement of Science Science Book and Film Award for children's nonfiction, Temple Grandin: How the Woman who Loved Cows Embraced Autism and Changed the World
- 2010 Washington Post/Children’s Book Guild Award for Nonfiction[7]
- 2011 Gewinner der Sibert Medal für Kakapo Rescue

## Werke
Auswahl der auf Deutsch erhältlichen Titel.
- Tiger Magie. Hoffmann und Campe, Hamburg 1999, ISBN 3-455-11106-8 (299 S.).
- Ich folgte den rosa Delphinen: Auf mythischer Spurensuche im Amazonas. Ullstein, Hamburg 1999, ISBN 3-548-36234-6 (315 S.).
- Das glückliche Schwein. Vom Leben mit einem außergewöhnlichen Freund. Weltbild, Hamburg 2007, ISBN 3-8289-8892-X.
- Rendezvous mit einem Oktopus. Extrem schlau und unglaublich empfindsam: Das erstaunliche Seelenleben der Kraken. mare, Hamburg 2017, ISBN 3-86648-265-5 (366 S.).
- Vom magischen Leuchten des Glühwürmchens bei Mitternacht. Knesebeck, München 2019, ISBN 3-95728-291-8 (220 S.).
- Einfach Mensch sein. Von Tieren lernen. Diogenes, Zürich 2020, ISBN 978-3-257-24558-5 (208 S.).
- Tierisch gute Freunde. Mit Illustrationen von Rebecca Green. Diogenes, Zürich 2022, ISBN 978-3-257-01302-3 (32 S.).
- Das Geschenk des Kolibris. Diogenes, Zürich 2024, ISBN 978-3-257-07193-1 (128 S.).